# منتخب فيتنام لكرة القدم الشاطئية
منتخب فيتنام لكرة القدم الشاطئية (فيتنامية:Đội tuyển bóng đá bãi biển quốc gia Việt Nam) ، هي منتخب وطني لكرة القدم الشاطئية في فيتنام ، تمكنت فيتنام من التأهل إلى بطولة كأس آسيا لكرة القدم الشائطية في قطر عام 2015م.

## وصلات خارجية
- الموقع الرسمي
 (بالفيتنامية)
- الموقع الرسمي